# توو استیرکه
توو استیرکه (به انگلیسی: Tove Styrke) با نام کامل توو آنا لینیا اوستمن استیرکه (به انگلیسی: Tove Anna Linnéa Östman Styrke) (زاده ۱۹ نوامبر ۱۹۹۲) خواننده و ترانه‌پرداز سوئدی است.